# Haljala (plaats)
Haljala (Duits: Haljal) is een plaats in de Estlandse gemeente Haljala, provincie Lääne-Virumaa. De plaats heeft 1050 inwoners (2021) en heeft de status van groter dorp of ‘vlek’ (Estisch: alevik).
Haljala was tot in 2017 de hoofdplaats van de gemeente Haljala. Na de fusie van Haljala met de gemeente Vihula ging het gemeentehuis naar Võsu.
In Haljala is de Brouwerij Viru gevestigd.
Ten zuidoosten van het dorp ligt het meer Haljala paisjärv, 1,8 hectare groot.

## Geschiedenis
Het dorp Haljala werd voor het eerst vermeld in 1241 in het Grondboek van Waldemar onder de naam Halelae.
In de 13e eeuw kreeg Haljala een houten kerk, die in de 14e eeuw werd vervangen door een stenen kerk, gewijd aan Sint-Mauritius. De kerk, oorspronkelijk gebouwd als weerkerk, is in zijn bestaan drie maal gedeeltelijk verwoest: in 1558 tijdens de Lijflandse Oorlog, in 1703 tijdens de Grote Noordse Oorlog en in 1831 bij een brand. In 1865 kreeg de kerk zijn huidige achthoekige toren met een hoogte van 34 meter. In 1998 raakte het interieur beschadigd door een brand; de preekstoel uit 1730, van de hand van de houtsnijder Johann Valentin Rabe, werd in 2014 gerestaureerd.
In 1977 werd het dorp Maheda (dat ook al in het Grondboek van Waldemar werd genoemd) bij Haljala gevoegd.

## Geboren in Haljala
- Gerli Padar (1979), zangeres
- Tanel Padar (1980), zanger

## Foto's

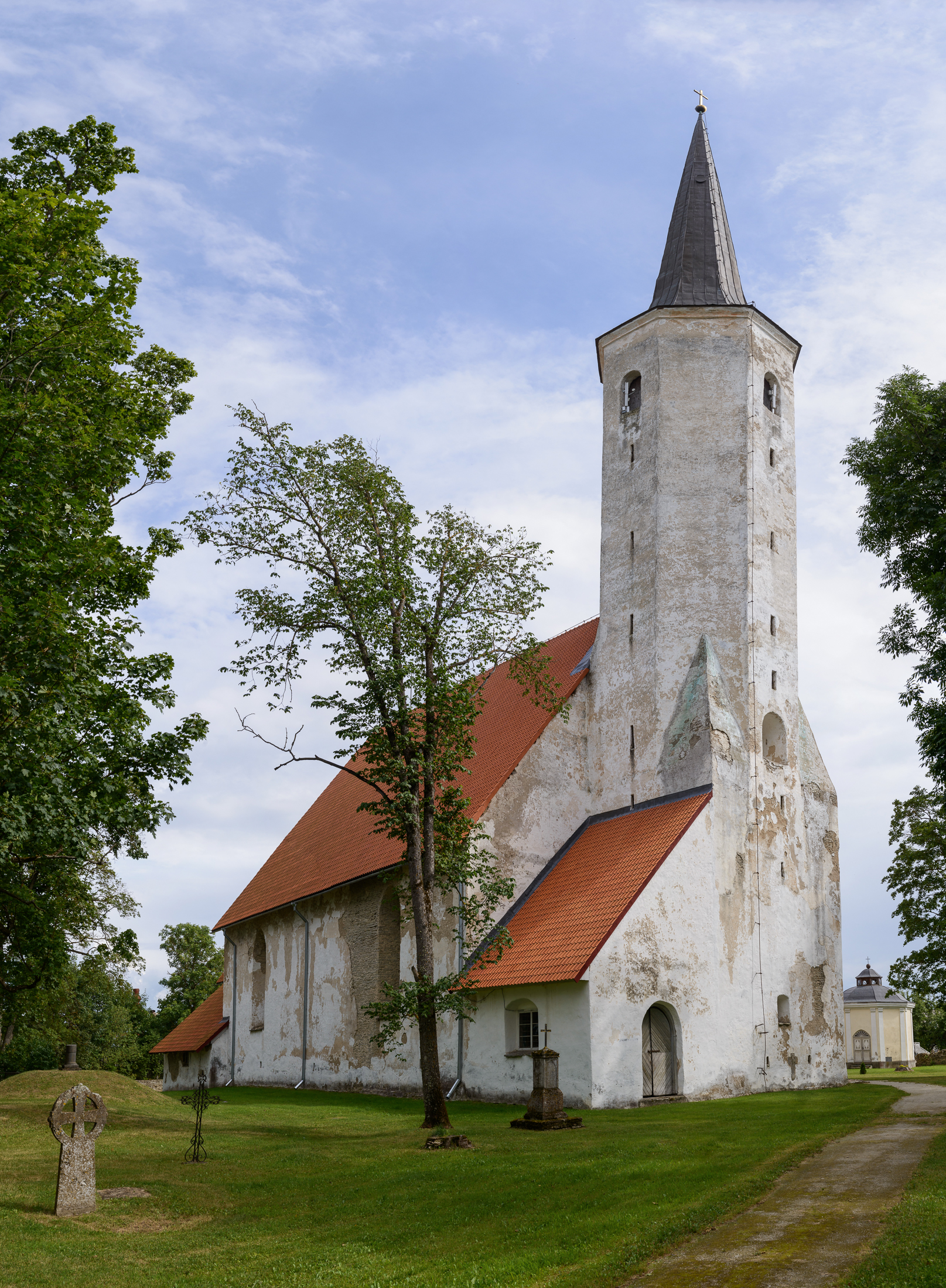
De kerk van Haljala
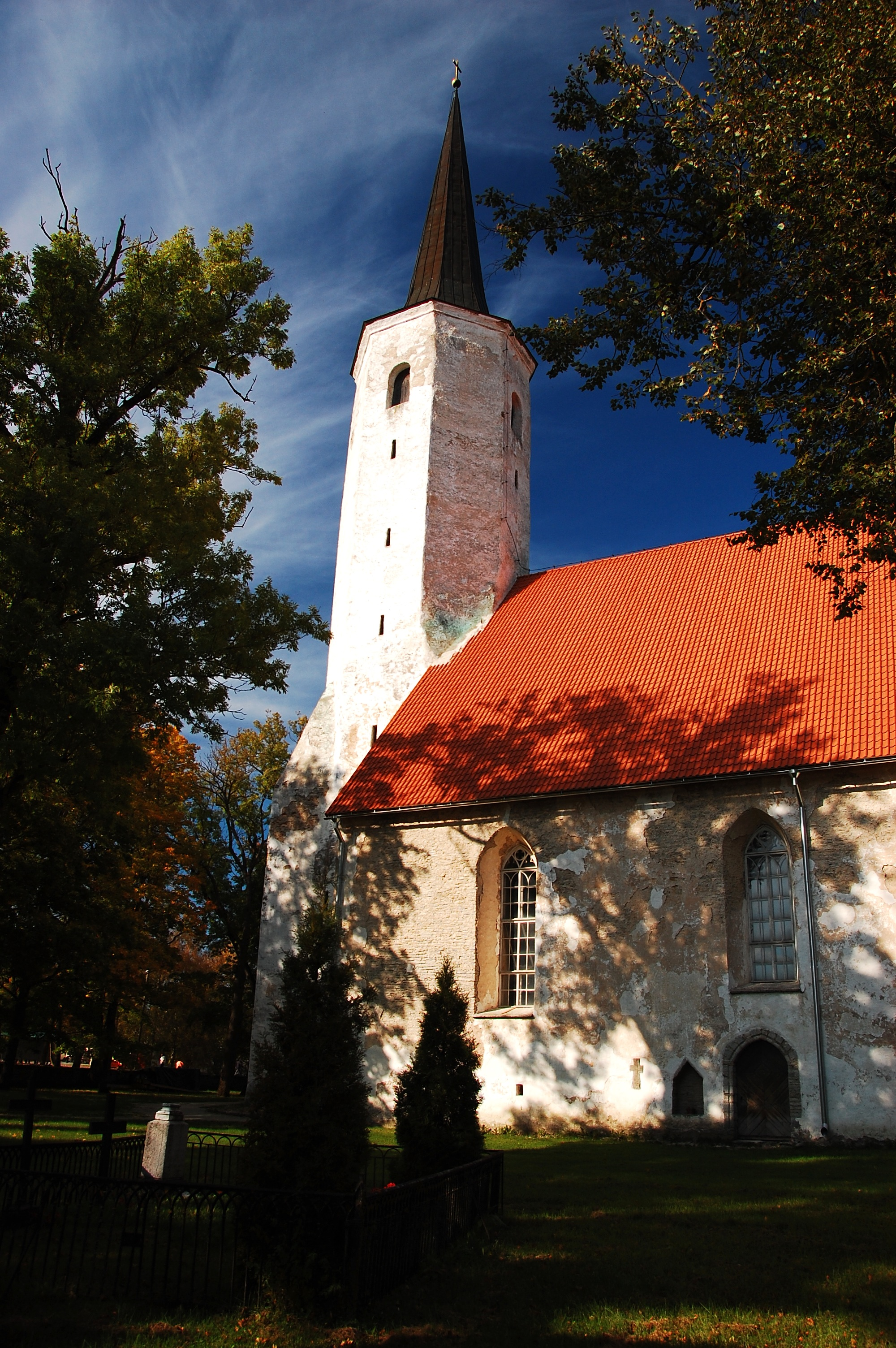
De kerk, zijaanzicht
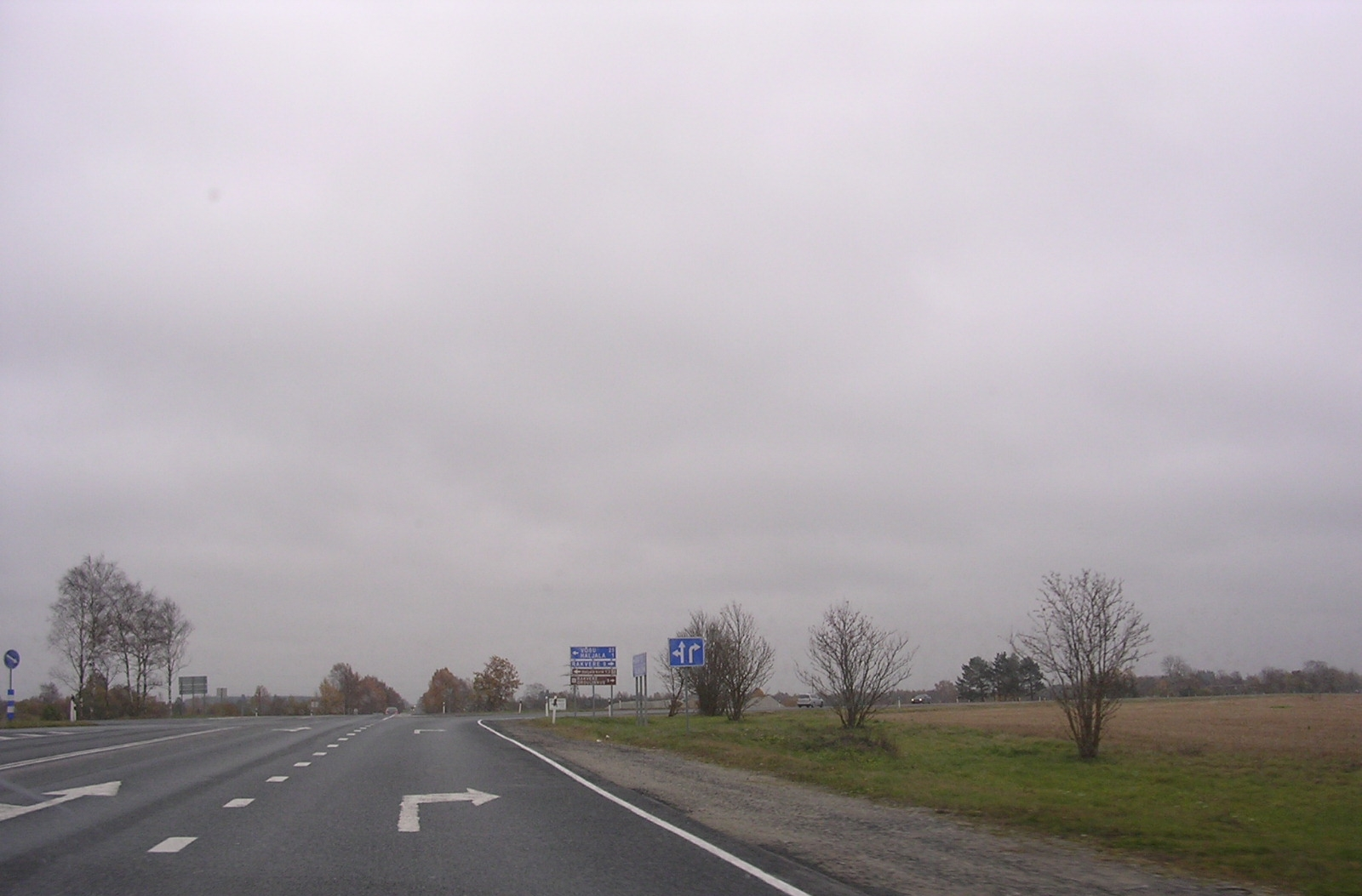
Tugimaantee 23, de weg van Rakvere naar Haljala